# Dominique Pugliesi-Conti
Pour les articles homonymes, voir Pugliesi-Conti.
Dominique Pugliesi-Conti est un homme politique français né le 21 juin 1863 à Saint-Pons-de-Mauchiens (Hérault) et décédé le 5 juin 1926 à Ajaccio (Corse-du-Sud).

## Biographie
Fils d'Antoine Pugliesi-Conti, frère de Paul Pugliesi-Conti et d'Henri Pugliesi-Conti, il est élu en 1904 maire bonapartiste d'Ajaccio, puis, conseiller général et député de Corse de 1910 à 1919, inscrit au groupe des Républicains progressistes.
D'abord divisés en légitimistes, décidés à rétablir l'empire héréditaire au profit du fils de Napoléon III, et partisans de l'appel au peuple, favorables à l'élection du chef de l'État au suffrage universel, les bonapartistes avaient voulu faire d'Ajaccio leur « dernier bastion ». En 1910, deux ans après la constitution de leur comité central, organe directeur toujours en place, Dominique Pugliesi-Conti proclama leur ralliement à la République. Les luttes entre bonapartistes et républicains n'en continuèrent pas moins jusqu'à l'alliance de 1947. En 1971, le maire sortant, Pascal Rossini, fut réélu avec plus de 70 % des voix.
Son buste en bronze, œuvre du sculpteur Philippe Besnard, est exposé au lycée d'Ajaccio.

## Sources
- « Dominique Pugliesi-Conti », dans le Dictionnaire des parlementaires français (1889-1940), sous la direction de Jean Jolly, PUF, 1960 [détail de l’édition]
- Site Cronica di A Corsica de Ours Jean Caporossi .

1. ↑  L'Atelier, Bulletin de l'Association Le Temps d'Albert Besnard, n° 4 spécial Philippe Besnard, 2008,  (ISSN 1956-2462)